# Liste de fortifications en Suisse
Liste de fortifications en Suisse.
Voir aussi Réduit national
- Bellinzona
- Berne
- Crestawald, Grisons
- Champvent, Vaud
- Fort de Chillon, Vaud
- Fortifications de Kreuzlingen
- Gruyères, Fribourg
- Heldsberg am Bodensee
- Ouvrages de l’Hospice et d’Airolo, Tessin (accès au tunnel du St. Gotthard)
- Mondascia-Biasca, Tessin
- Munot, Schaffhouse
- Fort de Pré-Giroud, Vaud
- Fort de Reuenthal, Argovie
- Sargans am Rhein
- Soleure
- Grand Saint-Bernard, Valais
- Saint-Gotthard
- St. Luzisteig, Grisons
- Fortifications de Saint-Maurice (de) : Fort de Chillon, de Champillon, de Dailly, de Savatan, du Scex, de Cindey[1], du Petit Mont et de Toveyre, Vaud et Valais